# Kariera Nikodema Dyzmy

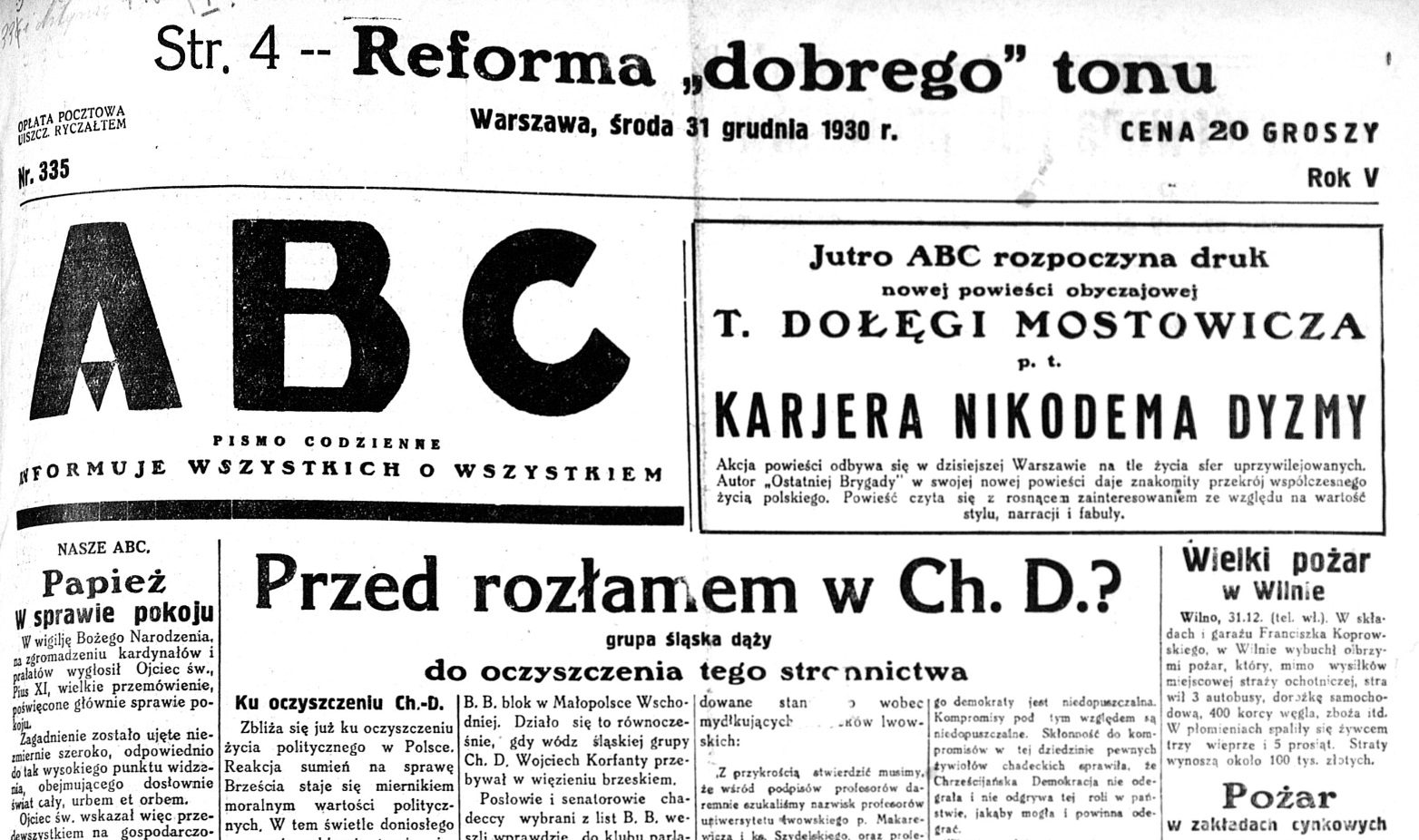
Nagłówek dziennika „ABC” z 31 grudnia 1930 z zapowiedzią druku Kariery Nikodema Dyzmy.

Kariera Nikodema Dyzmy – powieść Tadeusza Dołęgi-Mostowicza. Ukazywała się w odcinkach w dzienniku „ABC” od 1 stycznia do 26 maja 1931 roku, a w wersji książkowej została wydana w 1932 roku w Warszawie przez Towarzystwo Wydawnicze „Rój”.
Akcja powieści rozgrywa się w Polsce na przełomie lat 20. i 30. XX wieku. Powieść była wielokrotnie wznawiana oraz adaptowana na potrzeby filmu, serialu radiowego i telewizyjnego oraz spektakli teatralnych i musicali.

## Okoliczności powstania powieści
W latach 1924–1928 Tadeusz Dołęga-Mostowicz pracował jako dziennikarz i publicysta związanego z chadecją dziennika „Rzeczpospolita”. We wrześniu 1927 roku został napadnięty i pobity przez „nieznanych sprawców”, najprawdopodobniej za krytykę rządów Piłsudskiego. Napad był szeroko komentowany w prasie.
Po 1928 roku zajął się twórczością literacką. Jego pierwszą drukowaną powieścią była Ostatnia brygada (w odcinkach 1930, książka 1932), historia przedsiębiorcy idealisty Andrzeja Dowmunta, który zderza się z rzeczywistością odrodzonej Polski, w tym z zepsuciem elit gospodarczych i klasy politycznej państwa.
Od 1 stycznia 1931 na łamach dziennika „ABC”, kojarzonego z endecją, zaczęła ukazywać się powieść Kariera Nikodema Dyzmy reklamowana jako „znakomity przekrój współczesnego życia polskiego”. W maju 1931 o drukowanej powieści stało się głośno, gdy cenzura skonfiskowała dwa odcinki (zawierające opis pobicia prostytutki Mańki przez policjantów na komisariacie), co było pierwszym takim przypadkiem wobec utworu literackiego w II RP. Ostatni odcinek (nr 121) ukazał się 26 maja 1931 z dopiskiem: „Warszawa, 1931”.
Powieść została wydana w formie książkowej na początku 1932 roku przez Towarzystwo Wydawnicze „Rój” należące do Melchiora Wańkowicza i Mariana Kistera. Pierwszy 50-tysięczny nakład w twardej oprawie, w cenie aż 10 złotych, wyprzedał się w ciągu kilku tygodni. Do wybuchu wojny książka była kilkukrotnie wznawiana.
Ze względu na poglądy pisarza i fakt jego pobicia, powieść czasem interpretowano jako wyraz odwetu wobec sanacji. Jednak sam autor temu zaprzeczał i sprzeciwiał się odnoszeniu fabuły do bieżącej polityki. Już w maju 1931 na łamach lewicowych i sympatyzujących z sanacją „Wiadomości Literackich” wyjaśnił, że „powieść ta jest próbą literackiej syntezy psychiki powojennego społeczeństwa polskiego” poprzez użycie formy literackiej, którą sam nazwał „satyrą podskórną”, dzięki której „powieść utrzymuje się na krawędzi między obrazem realistycznym a karykaturą”.
Podkreślił również, aby nie odczytywać powieści jako krytyki ówczesnego rządu:
Nadto stwierdzam, że „Karjera Nikodema Dyzmy” nie ma absolutnie żadnej tendencji politycznej i że akcja jej toczy się w czasie nieokreślonym. Więc może dziś, może za lat dwadzieścia, a może nawet przed majem 1926 r.
Pisarz sprzeciwiał się „mierzeniu wszystkiego, nie wyłączając literatury, obmierzłą miarką polityki danego dnia”. Zaznaczył też wyraźnie, że nie ma żadnego związku z opozycyjną endecją, co zarzucali mu krytycy: „Publicystykę zarzuciłem od dwóch lat, a nawet i dziennikarstwo, aby tylko jak najdalej odsunąć się od polityki”.
Powieść rzeczywiście nie wspomina ani o Piłsudskim czy jego odpowiedniku, ani o czyichś autorytarnych rządach, ale jednocześnie, jak podaje międzywojenna prasa, to Piłsudski był pierwowzorem Dyzmy. Opisane zostały rządy gabinetowe, które obejmowały cały okres międzywojenny. W pułkowniku Waredzie można dopatrzyć się pierwowzoru Bolesława Wieniawy-Długoszowskiego, a w jego współpracownikach grupy pułkowników. Zostali oni przedstawieni raczej jako bohaterowie pozytywni, w odróżnieniu od przeciwnej im frakcji Terkowskiego. Dyzma jest karierowiczem z przypadku i nie buduje kariery na legendzie legionowej (w rozmowie z Niną zaprzecza, jakoby nosił „szary mundur”), ale przychodzi z zewnątrz, znikąd.
Powieść raczej ośmiesza popularną wśród elit tęsknotę za rządami „silnego człowieka”, więc polemiką z powieścią Generał Barcz Juliusza Kadena-Bandrowskiego.  W interpretacji niektórych krytyków literackich, u Dołęgi-Mostowicza to nie wybitna jednostka staje w chwili kryzysu na czele narodu, ale naiwne i zepsute elity torują karierę nieodpowiedniemu człowiekowi.

## Czas akcji
Akcja powieści rozpoczyna się w połowie lipca (15 lipca odbywa się raut w Hotelu Europejskim), a kończy późnym latem następnego roku (dożynki w Koborowie). Chociaż później sam autor zapewniał, że „akcja jej toczy się w czasie nieokreślonym”, to treść powieści pozwala umiejscowić w czasie jej fabułę.
Tadeusz Dołęga-Mostowicz rozpoczął pisanie Kariery Nikodema Dyzmy w połowie 1930 roku i najprawdopodobniej powieść była gotowa w dużej części do końca tamtego roku. Ukazywała się w odcinkach od 1 stycznia do 26 maja 1931 roku. 
Jednym z ważnych tematów powieści jest sytuacja gospodarcza kraju. Z licznych wzmianek można wywnioskować, że początek fabuły przypada na okres kryzysu ekonomicznego. Światowy wielki kryzys rozpoczął się od krachu na giełdzie nowojorskiej w tzw. czarny czwartek 24 października 1929 roku i do Polski dotarł z krótkim opóźnieniem. Wielki kryzys w Polsce miał poważne skutki, zwłaszcza w przemyśle, gdzie wywołał duże bezrobocie (sięgające do 43%) oraz w rolnictwie, które już wcześniej zmagało się z nadwyżkami produkcji. Jak wynika z pierwszych rozdziałów powieści, bohaterowie od pewnego czasu doświadczają skutków kryzysu (Dyzma jest bezrobotny od trzech miesięcy; Barcik pracuje nieregularnie, bo jego fabryce grozi zamknięcie z powodu braku zbytu). Ponieważ kryzys rozpoczął się pod koniec 1929, fabuła rozpoczyna się latem, a powieść zaczęła się ukazywać 1 stycznia 1931, można więc domyślić się, ze początkiem fabuły jest lato 1930 roku.
Na czas akcji wskazują też postacie i sytuacje z kręgów rządowych, które można odnieść do rzeczywistości. W powieści pułkownik Wareda, którego powszechnie utożsamia się z Bolesławem Wieniawą-Długoszowskim, pracuje w „komendzie miasta”, gdzie szukał go Dyzma po powrocie do Warszawy. Płk Wieniawa-Długoszowski rzeczywiście był komendantem garnizonu miasta stołecznego Warszawy od 12 marca 1929 (p.o., formalnie zatwierdzony 31 marca 1930) do 6 listopada 1930 roku.
Inną postacią z powieści rozpoznaną przez współczesnych był minister Jaszuński, którego pierwowzorem stał się  Leon Janta-Połczyński, minister rolnictwa w kilku kolejnych rządach od 18 stycznia 1930 do 22 marca 1932. Minister Janta-Połczyński był zwolennikiem interwencji rządu w sprawy gospodarki rolnej. Na początku swojego urzędowania uznał, że przyczyną kryzysu w rolnictwie jest nadwyżka zboża na rynku. Z jego inicjatywy 28 lutego 1930 Komitet Ekonomiczny Rady Ministrów uchwalił „Plan doraźnej pomocy dla rolnictwa”, który zakładał min. akcję zakupu zboża przez rezerwy zbożowe. W kolejnych miesiącach rząd nadal pracował nad rozwiązaniami antykryzysowymi dla rolnictwa.
Księcia Tomasza Roztockiego można utożsamić z Januszem Franciszkiem Radziwiłłem, który był posłem w latach 1928–1935 i przywódcą stronnictwa konserwatystów w obrębie BBWR.
W latach 1929–1931 miało też miejsce kilka prawdziwych przesileń rządowych.
Odpowiednik w rzeczywistości mają też opisane w powieści starania o powołanie „Akademii Literackiej”, do wsparcia czego namawia Dyzmę pisarz Zenon Liczkowski. Pomysł stworzenia Akademii przyjęto w 1929 roku na zjeździe literatów w Poznaniu, głównie w wyniku starań Juliusza Kadena-Bandrowskiego. Urzeczywistniło się to w 1933 roku, gdy rząd powołał Polską Akademię Literatury.
Z treści można więc wywnioskować, że czas akcji powieści pokrywa się z okresem jej pisania i druku, więc trwa od połowy lipca 1930 roku do późnego lata roku następnego. Z zastrzeżeniem, że celem powieści nie było dokładne opisanie rzeczywistości, a sam autor zaznaczał, że powieść dzieje się w „czasie nieokreślonym”

## Miejsce akcji
Warszawa – większość akcji powieści rozgrywa się w Warszawie, w rzeczywistych lokalizacjach. Początkowo Dyzma wynajmuje łóżko w mieszkaniu Barcików na ul. Łuckiej na Woli. Wcześniej pracował w barze „Pod Słoniem” na ul. Pańskiej. Przełomowy w życiu bohatera raut odbywał się w Hotelu Europejskim, najbardziej luksusowym lokalu w Warszawie, położonym przy placu Józefa Piłsudskiego (wcześniej plac Saski), gdzie też później odbywa się wesele Nikodema i Niny. Przy ul. Wspólnej znajdował się Państwowy Bank Zbożowy oraz ośmiopokojowe mieszkanie Dyzmy jako prezesa banku. Dyzma bywał w siedzibie rządu mieszczącej się w obecnym Pałacu Prezydenckim przy Krakowskim Przedmieściu oraz w siedzibach ministerstw rolnictwa i komunikacji. Przyjaciele Dyzmy spotykają się w warszawskich lokalach, min. w „Oazie”, która mieściła się przy ul. Wierzbowej, a także w innych. On sam odwiedza również podrzędne lokale i domy publiczne, głównie w okolicach Śródmieścia i Woli. Przy ul. Chmielnej korzysta z usług prostytutki, a w knajpie przy ul. Karolkowej wynajmuje zbirów, którzy napadają Boczka na ul. Krochmalnej. Dyzma z Niną bywają też w Warszawie w licznych salonach, gdzie odbywały się „fajfy” i inne spotkania towarzyskie.
Koborowo (miejsce fikcyjne) – majątek rodowy Ponimirskich, należący do nich od pięciuset lat. Na Koborowo składał się pałac z parkiem, posiadłości ziemskie, a także tartaki, fabryka mebli, papiernia, fabryka celulozy itp. Koborowo znajdowało się „na Kresach”, na Grodzieńszczyźnie, czyli w powiecie grodzieńskim, który wówczas należał do województwa białostockiego. Przynajmniej część wiejskiej ludności mówiła tam po białorusku.
Grodno – miasto powiatowe, siedziba dyrekcji Lasów Państwowych i Urzędu Skarbowego, którym podlegało Koborowo. W Grodnie urzędował dyrektor Olszewski, z którym Dyzma załatwiał sprawę dostaw drewna. Nina i Kasia jeżdżą samochodem do Grodna na zakupy. Tam też dojeżdża się koleją w drodze do Koborowa.
Łysków (miejsce fikcyjne) – miejscowość rodzinna Dyzmy, pojawia się tylko w jego wspomnieniach. W II RP znajdowały się dwie miejscowości o tej nazwie (Łysków w powiecie wołkowyskim, który też był siedzibą gminy, oraz Łysków w powiecie żydaczowskim), co mogło zainspirować autora. Z tekstu wynika, że było to małe, ale najprawdopodobniej powiatowe miasto (łyskowska czytelnia nazwana jest powiatową). W Łyskowie znajdował się sąd i urząd pocztowy, prawdopodobnie też gimnazjum. Lokalizacja Łyskowa nie jest określona, znajduje się ono gdzieś na prowincji. Ponieważ syn rejenta Windera studiował we Lwowie, można przypuszczać, że Łysków leżał niedaleko tego miasta. Jednak znajdował się raczej nie w Galicji, ale w byłym zaborze rosyjskim, skoro w czasie I wojny światowej Dyzma nosił nie „szary” (austro-węgierski), ale „zielony” (rosyjski) mundur. Na wschodnią Polskę może też wskazywać imię Nikodem, używane raczej w prawosławiu. Łysków prawdopodobnie wzorowany jest na Głębokiem, rodzinnym mieście autora powieści, położonym na Witebszczyźnie (dziś w Białorusi).
Konstancin – modna w okresie międzywojennym podwarszawska miejscowość, gdzie znajdowała się willa „Haiti”, mieszkanie pułkownika Waredy
Borowo lub Borów (miejsce fikcyjne) – podwarszawska rezydencja Koniecpolskich, miejsce obrzędów Loży Gwiazdy Trzypromiennej

## Postacie
- Nikodem Dyzma – główny bohater, prostak i karierowicz z przypadku
- Nina Ponimirska – hrabianka, żona Kunickiego, potem Dyzmy
- Leon Kunicki vel Kunik – mąż Niny i plenipotent Koborowa, przedsiębiorca drzewny i oszust, były lichwiarz
- Jerzy (Żorż) Ponimirski – hrabia, brat Niny, uznawany za chorego psychicznie
- Wacław Wareda – pułkownik zajmujący wysokie stanowisko, przyjaciel Dyzmy
- Jaszuński – minister rolnictwa, przyjaciel Dyzmy
- Jan Ulanicki – wiceminister rolnictwa, przyjaciel Dyzmy
- Zygmunt (Zyzio) Krzepicki – sekretarz Dyzmy, kochanek hrabiny Przełęskiej
- Hrabina Przełęska – ciotka Żorża i Niny, która prowadzi w Warszawie salon towarzyski
- Mańka Barcik – córka Barcików, prostytutka, zakochana w Dyzmie
- Kasia Kunicka – córka Kunickiego z pierwszego małżeństwa, łączył ją lesbijski związek z Niną
- Hrabina Koniecpolska – zamężna z Polakiem Niemka, której podoba się Dyzma
- Jan Terkowski – szef gabinetu premiera i podsekretarz stanu, wróg Dyzmy
- Józef Boczek – były szef Dyzmy, naczelnik poczty w Łyskowie
- Oskar Hell – przyjaciel Kasi i adorator Niny, oskarżony o szpiegostwo

## Fabuła

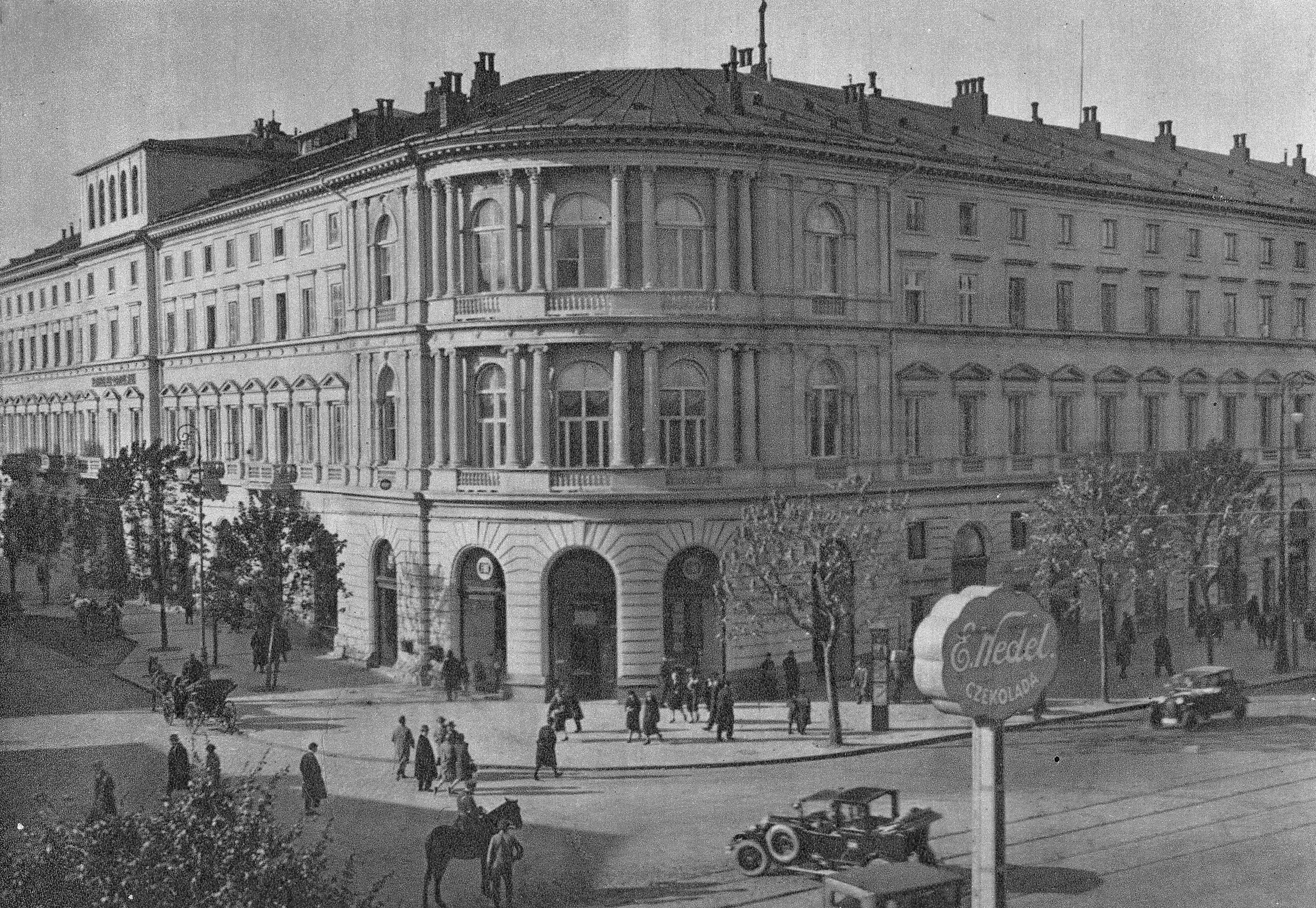
Hotel Europejski w Warszawie, w którym rozpoczyna się kariera Nikodema Dyzmy

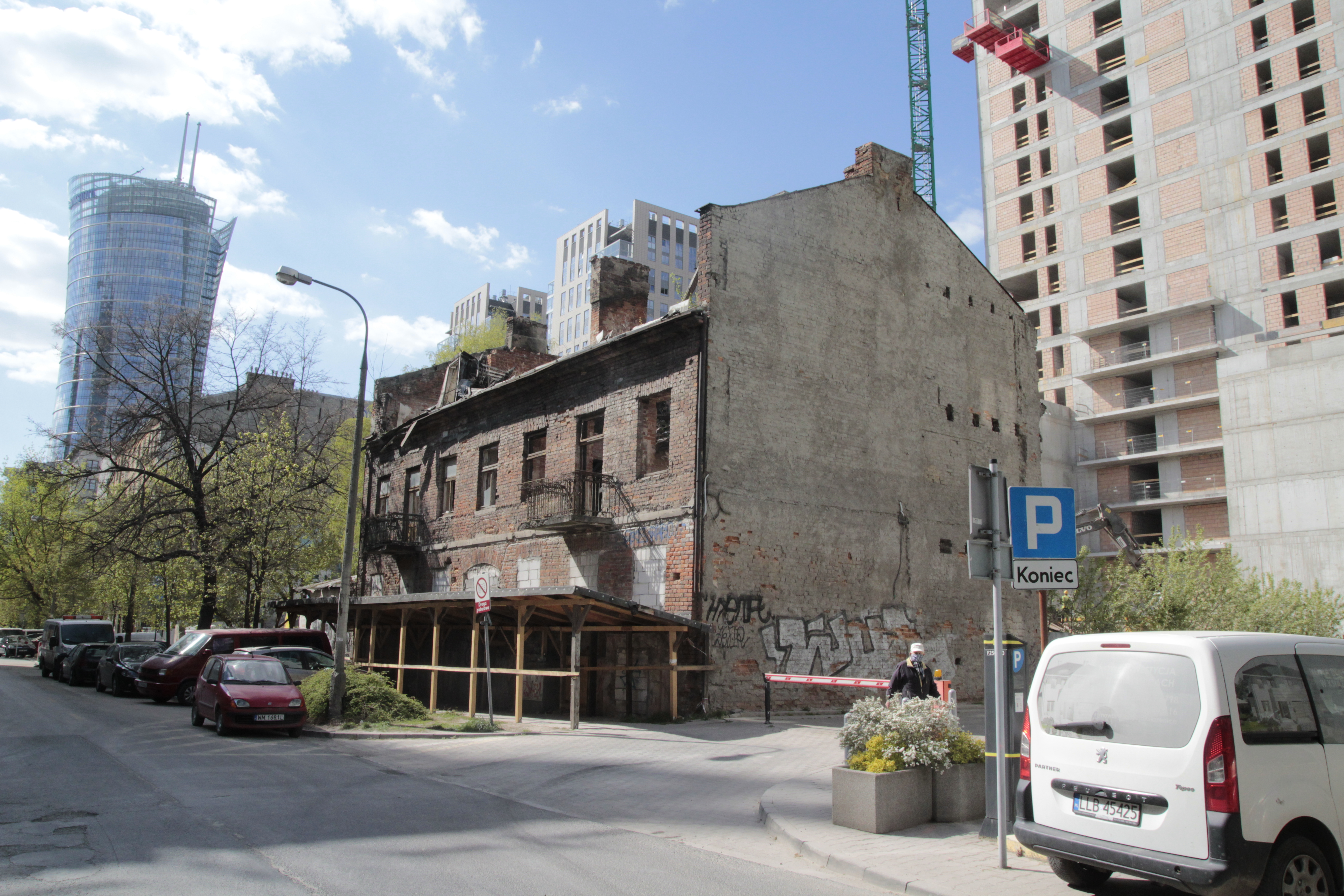
Przedwojenny budynek przy ul. Łuckiej, na której znajdowało się mieszkanie Barcików

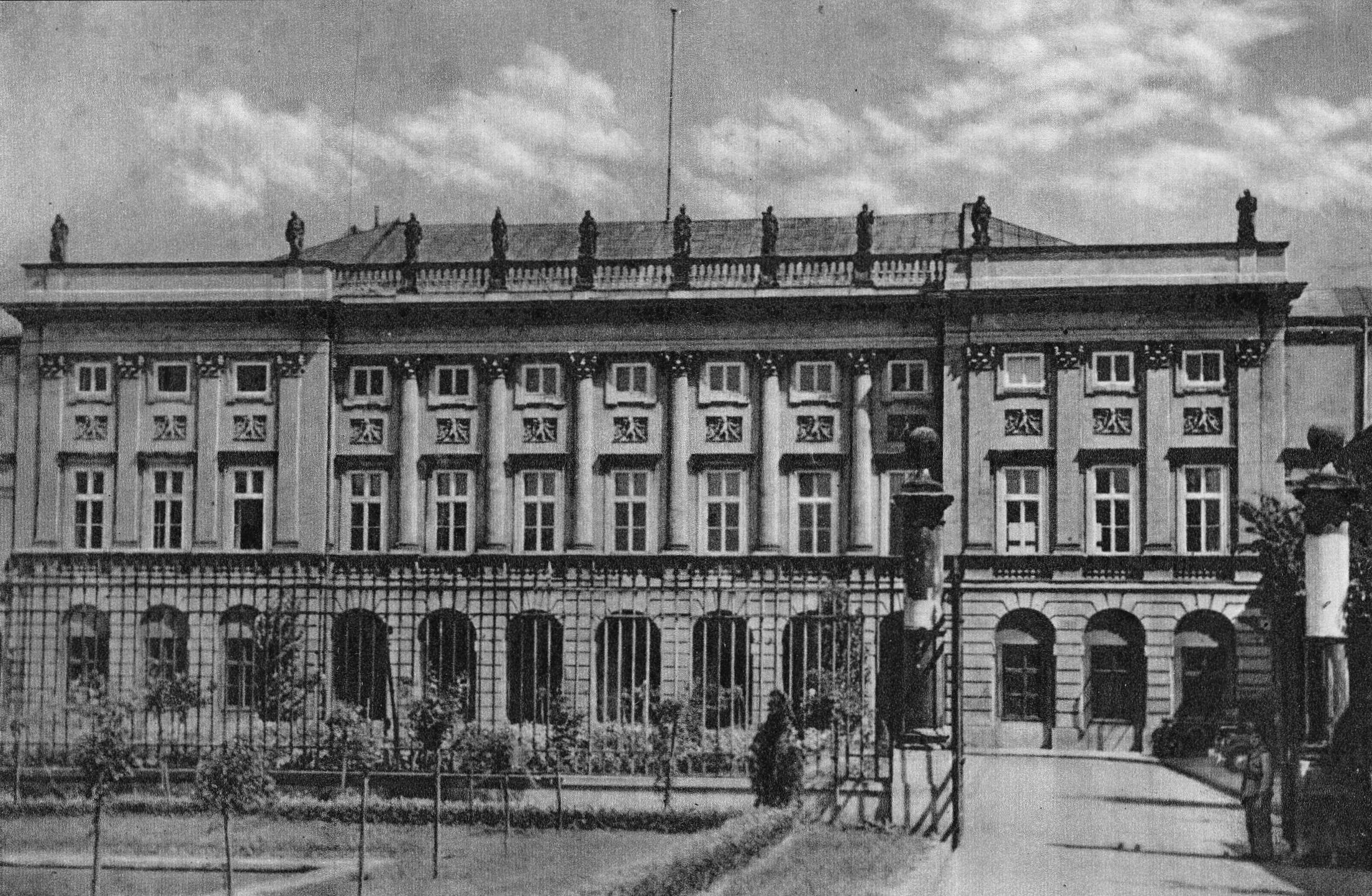
Pałac Rady Ministrów – w okresie międzywojennym siedziba rządu i premiera

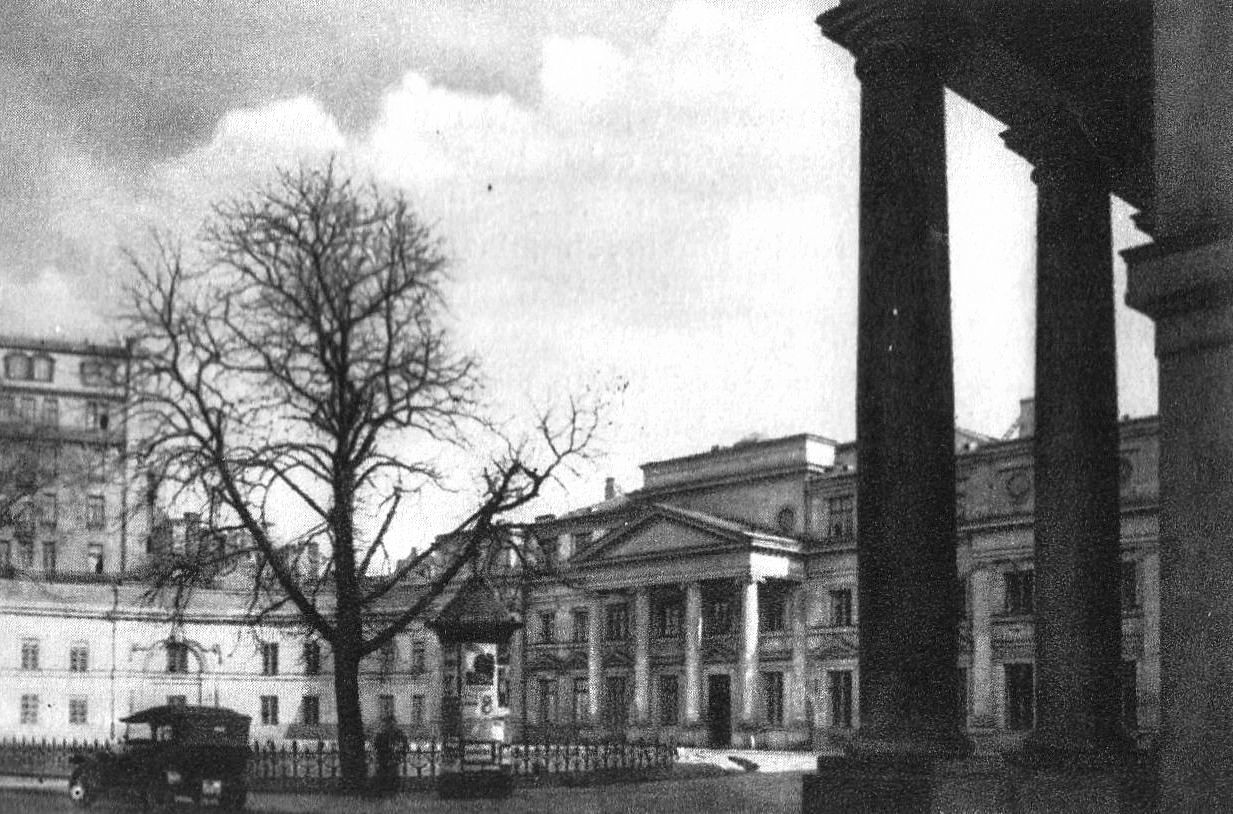
Pałac Prymasowski, siedziba Ministerstwa Rolnictwa i Reform Rolnych

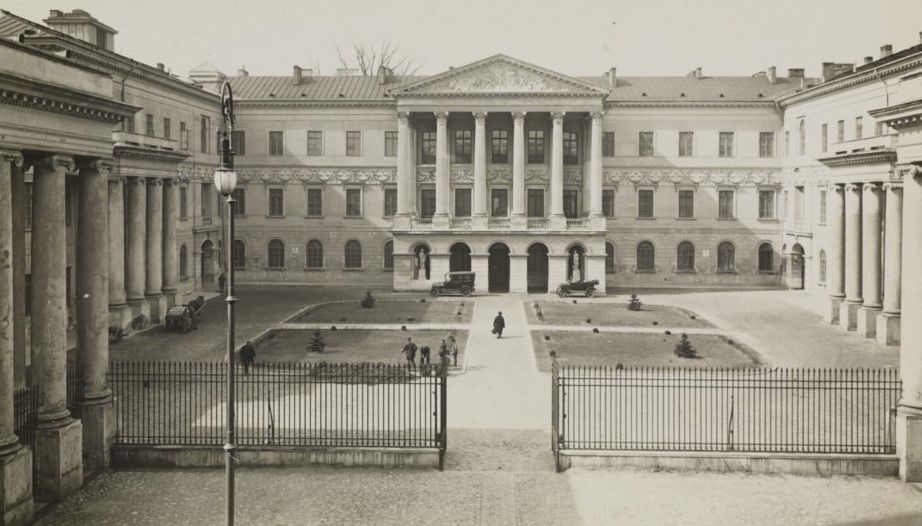
Pałac Komisji Rządowej Przychodów i Skarbu, siedziba Ministerstwa Skarbu

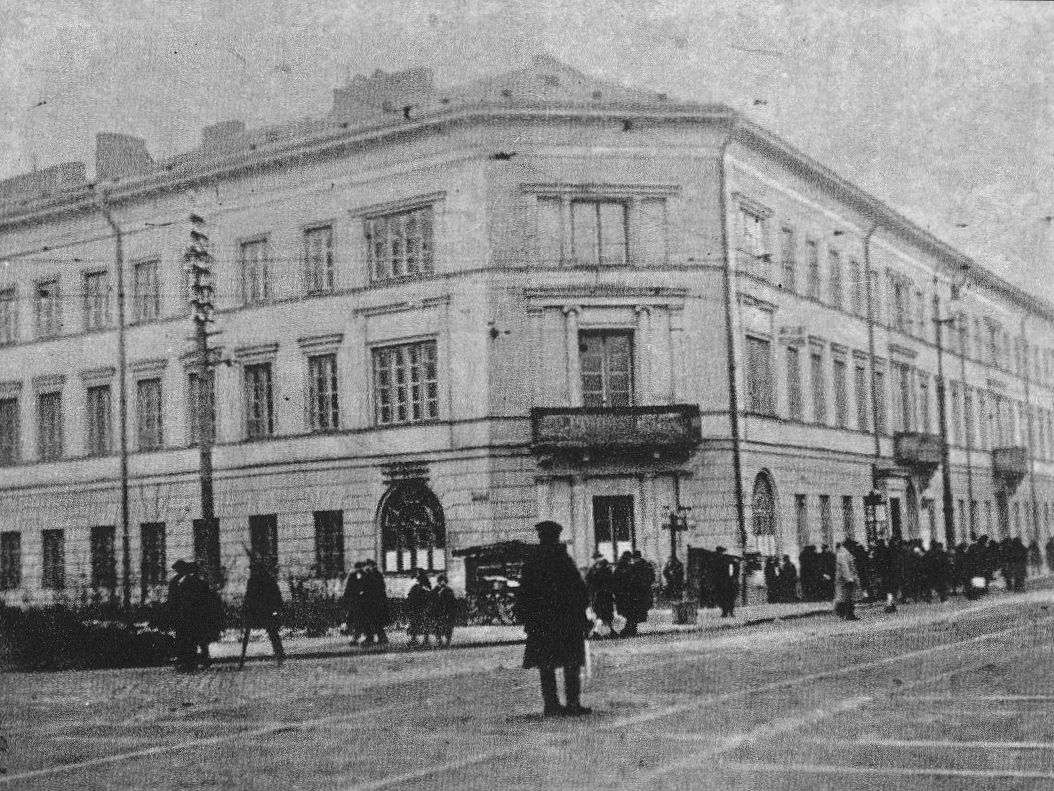
Siedziba Ministerstwa Komunikacji przy ul. Nowy Świat 14

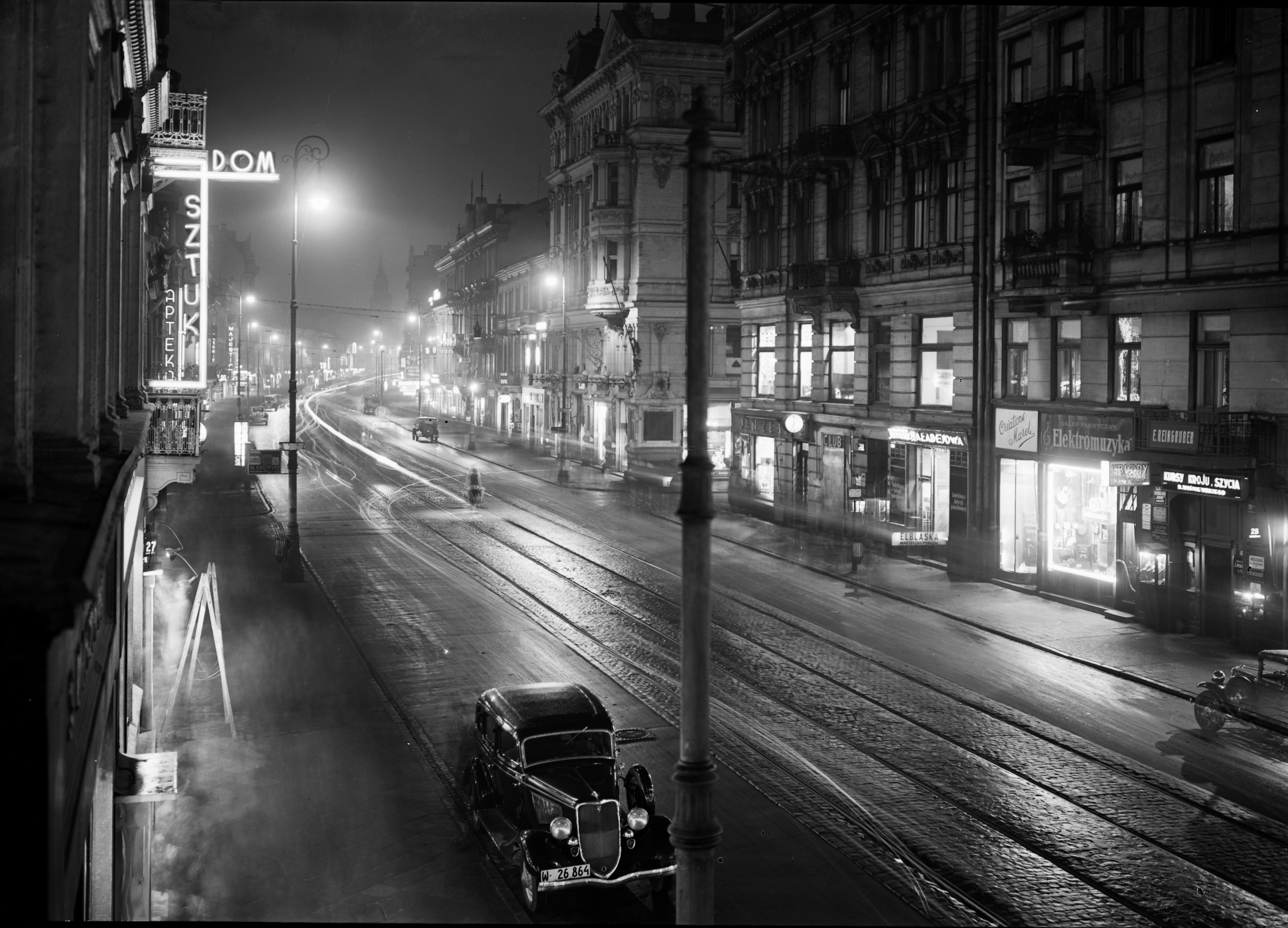
Ulica Nowy Świat w okresie międzywojennym

Bezrobotny Nikodem Dyzma, prowincjusz z Kresów, przebywa w Warszawie, szukając pracy. Niegdyś miał pracę na poczcie w rodzinnym Łyskowie, ale został zwolniony. W Warszawie dorabiał, grając na mandolinie w barach i knajpach, ale miał z tego niewielkie dochody. Nie może znaleźć pracy w charakterze fordansera (płatnego partnera do tańca).
Kiedy po jednej z nieudanych prób zdobycia pracy kupuje papierosy i przystaje na przystanku tramwajowym w Alejach Ujazdowskich widzi gońca czekającego na tramwaj. Chłopak, wskakując do pojazdu, zawadza teczką o poręcz i rozsypuje listy. Jedna z kopert spada z pomostu tramwaju na jezdnię. Dyzma podnosi ją i macha za odjeżdżającą „9”, jednak chłopak zajęty zbieraniem listów nie zauważa tego. W niezaklejonej kopercie Dyzma znajduje zaproszenie Prezesa Rady Ministrów na raut z okazji przyjazdu Kanclerza Republiki Austriackiej, który ma się odbyć tego wieczoru w hotelu Europejskim. Idzie pod adres widniejący na kopercie, by odnieść list, ale adresata zaproszenia nie ma w domu, gdyż wyjechał za granicę. Dyzma wraca do mieszkania państwa Barcików przy ul. Łuckiej, gdzie jest sublokatorem. Po długim wahaniu zakłada frak i idzie na raut. Nie ma pieniędzy i jest głodny. Ma nadzieję wmieszać się w tłum uczestników imprezy i się najeść.
Na raucie Dyzma radzi sobie dobrze, nie wchodząc nikomu w drogę. Do czasu jednak, gdy jeden z uczestników uderzeniem w łokieć wytrąca mu z ręki talerz z sałatką. Dyzma podbiega do niego i ostrym tonem zwraca mu uwagę, nie wiedząc, że ma przed sobą Jana Terkowskiego – wpływowego szefa gabinetu premiera. Zdarzenie zwraca uwagę pułkownika ułanów Wacława Waredy, który zaczyna rozmowę z Dyzmą, a po zapoznaniu się przedstawia go ministrowi rolnictwa – Jaszuńskiemu. Obaj gratulują mu reprymendy Terkowskiego. Do Dyzmy podchodzi również niejaki Leon Kunicki, który prosi go o zapoznanie z ministrem Jaszuńskim. Dyzma spełnia jego prośbę, ale minister nie chce dyskutować z Kunickim na raucie. Ten nie zniechęca się jednak i namawia Dyzmę, by został administratorem jego majątku ziemskiego w Koborowie koło Grodna. Daje mu pięć tysięcy złotych na poczet przyszłego wynagrodzenia oraz innych wydatków. Wracając do domu spotyka Mańkę Barcik (córkę Barcików), która zarabia na ulicy jako prostytutka. Proponuje kobiecie pożyczkę, ona jednak jej nie przyjmuje. Idzie więc z nią do hotelu jako klient. Pokazuje jej pieniądze, jakie dostał od Kunickiego, i udaje, że zdobył je na Żydzie przy „mokrej robocie” – czym zyskuje wielki szacunek Mańki.
Dyzma wyjeżdża do Koborowa, gdzie Kunicki rozpoczyna wprowadzanie go w arkana swoich interesów. Dyzma poznaje tam również żonę Kunickiego Ninę i córkę Kasię. Od emocjonalnej i pewnej siebie Kasi bardziej podoba mu się spokojna i wrażliwa Nina. Dyzma przypadkiem poznaje również Żorża Ponimirskiego, brata Niny. Młody arystokrata, uważany za nienormalnego, przedstawia Dyzmie nowe fakty na temat właściciela Koborowa. Według niego Leon Kunicki to w rzeczywistości hochsztapler i oszust o nazwisku Kunik. Ożenił się z Niną, której ojciec popadł w poważne problemy finansowe. Jako posiadacz weksli podpisanych przez Ninę stał się faktycznym posiadaczem całego majątku. Aby nikt nie dowiedział się o oszustwach Kunika, trzyma on Żorża w pawilonie, zakazując mu wstępu do pałacu. Żorż prosi Dyzmę o pomoc w skontaktowaniu się z mieszkającą w Warszawie ciotką i zniszczeniu Kunickiego, w zamian za co obiecuje mu swoją przyjaźń i dożywotnią rentę.
Dyzma szybko zdaje sobie sprawę, że zarządzanie interesami Kunickiego w Koborowie go przerasta. Bojąc się zwolnienia z dobrze płatnej posady, symuluje reumatyzm. Podczas symulowanego ataku choroby troskliwie opiekuje się nim Nina. W rozmowie z nim potwierdza to, co Dyzma wcześniej usłyszał od Żorża.
Wkrótce Kunicki wysyła Dyzmę do Warszawy z prośbą do ministra Jaszuńskiego o wywarcie wpływu na Olszewskiego, dyrektora Oddziału Lasów Państwowych w Grodnie, który ograniczał sprzedaż drewna do tartaków Koborowa. W związku z zapowiadającym się urodzajem i spodziewanym spadkiem cen zboża, Kunicki przedstawia Dyzmie plan wyjścia z kryzysu nadprodukcji poprzez wykupienie przez Skarb Państwa zboża od rolników, zmagazynowania go i późniejszej sprzedaży, kiedy popyt wzrośnie. W celu sfinansowania tych działań rząd mógłby wyemitować obligacje. Przed wyjazdem do stolicy Dyzma otrzymuje także od Żorża list do jego ciotki, hrabiny Przełęskiej.
W Warszawie Dyzma odwiedza pułkownika Waredę. Dzięki niemu poznaje wiceministra rolnictwa Jana Ulanickiego, któremu przedstawia – jako swój – projekt ratowania polskiego rolnictwa przed klęską urodzaju. Ulanicki jest tym pomysłem zachwycony. Po powrocie ministra Jaszuńskiego do kraju, opowiada mu o Dyzmie oraz o planie, jaki mu przedstawił. Jaszuński również wyraża aprobatę dla tej koncepcji.
Dyzma składa również wizytę hrabinie Przełęskiej i przekazuje jej list od Żorża, który wcześniej sam przeczytał. Dowiaduje się z niego, że Żorż przedstawia go jako szlachcica z Kurlandii i swego dobrego kolegę z Oksfordu. Hrabina Przełęska prosi o pomoc swego kochanka, Zygmunta „Zyzia” Krzepickiego, niezwykle inteligentnego i sprytnego młodego człowieka. Krzepicki rekomenduje podjęcie starań o odzyskanie przez Żorża zdolności do czynności prawnych. Do tego niezbędne jest jednak poręczenie jego stanu zdrowia przez bliskiego krewnego. Hrabina nie jest na to zdecydowana, a Dyzma proponuje, by na razie z tym zaczekać.
Po pewnym czasie minister Jaszuński wzywa do siebie Dyzmę i gratuluje mu doskonałego pomysłu ratowania polskiego rolnictwa. Wskazuje jednak na jego słaby punkt – rząd nie dysponuje magazynami na zboże, zaś na budowę nowych brakuje pieniędzy. Korzystając z okazji, Dyzma przedstawia ministrowi problem Kunickiego z dyrektorem Olszewskim i dostawami drewna. Jaszuński załatwia sprawę od ręki. Dyzma otrzymuje pismo od ministra i w drodze powrotnej do Koborowa odwiedza Olszewskiego w Grodnie. Ten, przestraszony, zwiększa kontyngent na sprzedaż drzewa do tartaków Kunickiego.
Kunicki cieszy się z udanej misji Dyzmy. Podnosi mu także wynagrodzenie. Poinformowany o problemie magazynów proponuje, aby rząd wykupił zboże od rolników, jednak pod warunkiem, że sami je przechowają.
Nina coraz więcej czasu spędza z Dyzmą, nie kryjąc przed nim swoich uczuć. Budzi to zazdrość Kasi. Dziewczyna jest bowiem w lesbijskim związku z Niną. Czując się zagrożona, odwiedza nocą Dyzmę i zgadza się zostać jego kochanką, jeśli on zostawi Ninę w spokoju. Dyzma nie zgadza się na to, jednak korzysta z okazji i idzie z nią do łóżka. Kasia, widząc, że jej starania idą na marne, robi Dyzmie awanturę, której świadkiem jest Kunicki. By ułagodzić Dyzmę, wysyła córkę do Szwajcarii. To pozwala Dyzmie dalej romansować z Niną.
Dyzma dostaje list od Jaszuńskiego, który wzywa go do Warszawy w ważnej sprawie. Na spotkaniu z premierem w pałacu Rady Ministrów Dyzma wyraża zgodę na objęcie stanowiska prezesa nowo utworzonego Państwowego Banku Zbożowego, który ma interweniować na rynkach rolnych. Dyzma jest szczęśliwy i dumny z obrotu sprawy, boi się jednak, że wyjdzie na jaw jego brak wiedzy o zarządzaniu i kwestiach finansowych. Aby zmniejszyć ryzyko, zatrudnia jako swego sekretarza Zyzia Krzepickiego.
Nadal prowadzi aktywne życie towarzyskie, uczestniczy w balach i rautach. Na jednym z nich poznaje hrabinę Koniecpolską, z pochodzenia Niemkę. Pewnego dnia składa mu wizytę Józef Boczek – jego były szef z czasów, kiedy pracował na poczcie w Łyskowie. Boczek stracił pracę i żąda, by Dyzma załatwił mu nową, grożąc ujawnieniem jego tożsamości. Dyzma załatwia mu stanowisko w jednej z wolskich fabryk. Zaraz po tych wydarzeniach przyjmuje propozycję wyjazdu z hrabiną Koniecpolską do jej majątku, gdzie spotyka jedenaście innych dam. Okazuje się, że hrabina wraz z koleżankami założyła lożę masońską – Lożę Gwiazdy Trzypromiennej. Do jej funkcjonowania konieczny jest wybór mężczyzny – Wielkiego Trzynastego. Dyzma waha się, ale ostatecznie przyjmuje propozycję zostania Wielkim Trzynastym. Po powrocie do Warszawy zastaje w banku Boczka, który domaga się lepszej posady i więcej pieniędzy, grożąc pójściem na policję i zdemaskowaniem go. Dyzma wynajmuje kilku wolskich opryszków, by pobili Boczka w celu zastraszenia go. Po „załatwieniu” tej sprawy Dyzma udaje się do cyrku z Waredą, Ulanickim i kilkoma damami. Podczas pokazu zapasów głośno wyraża swoje oburzenie, że sędzia nie uznał zwycięstwa polskiego zawodnika, mistrza Polski Wielagi, który wygrał za pomocą podstawienia nogi włoskiemu przeciwnikowi. Używa przy tym niecenzuralnych słów, co budzi aplauz zgromadzonej w cyrku publiczności.
W nocy na ul. Krochmalnej wynajęci przez Dyzmę bandyci napadają na Boczka. Widząc patrol policji, zabijają go nożem, żeby ich nie wydał. Następnego dnia w gazecie Nikodem znajduje nekrolog Boczka. Jest przerażony, dręczą go wyrzuty sumienia. Odwiedza go Kunicki i proponuje wspólne interesy. Dyzma postanawia działać i odbić Ninę Kunickiemu, zwłaszcza że jest pewien jej uczuć. Z pomocą Krzepickiego i Reicha, znajomego komisarza policji, zastawiają pułapkę na Kunickiego. Kunicki chce bowiem zdobyć od ministra komunikacji Pilchena duże zamówienie na dostawy podkładów kolejowych. Jego urzędnik, naczelnik Czerpak, wchodzi w komitywę z Dyzmą. Na jego polecenie przez trzy dni przeciąga rozmowy z Kunickim, po czym dzwoni do niego i kłamie, że Pilchen dowiedział się o dawnym procesie Kunickiego o dostawę podkładów kolejowych i, jeśli Kunicki nie przedstawi mu odpowiednich dokumentów w tej sprawie, do kontraktu nie dojdzie. Ponieważ Kunicki, wskutek działań Dyzmy, nie może wyjechać z Warszawy, prosi go o wyjazd do Koborowa i przywiezienie dokumentów z procesu, znajdujących się w sejfie w jego gabinecie. W ten sposób Dyzma wchodzi w posiadanie innych znajdujących się tam dokumentów, które świadczą o prawdziwej tożsamości Kunickiego. Wraca do Warszawy i razem z Krzepickim udaje się do Reicha. Ten proponuje, by w celu uniknięcia skandalu dogadać się z Kunickim i w ten sposób zdobyć majątek oraz Ninę. Dyzma spotyka się z Kunickim i oświadcza mu, że chce poślubić Ninę i że ma obciążające go dokumenty. Kunicki jest oburzony, ale awanturę przerywa (umówione) pojawienie się policji, która aresztuje Kunickiego. Komisarz Reich przetrzymuje w areszcie i zmusza go do wyrażania zgody na rozwód z żoną. Otrzymuje też kilka tysięcy złotych i możliwość ucieczki z kraju bez możliwości powrotu (rozesłano za nim listy gończe). Intryga kończy się sukcesem.
Nie oznacza to jednak końca kłopotów Dyzmy. Po raz kolejny spotyka Mańkę Barcik. Dyzma zbywa ją obietnicą spotkania, gdy skończy pracę w Państwowym Banku Zbożowym, co ona interpretuje jako planowany skok na bank. Zaraz potem na przyjęciu Terkowski mówi Dyzmie, że spotkał jego znajomego, rejenta Windera, który zna jego dawną tożsamość i ma mu niebawem przekazać ciekawe informacje. Dyzmie z pomocą przychodzą hrabina Koniecpolska i jej koleżanki z loży. W wyniku ich działań (misterium loży połączone z wywoływaniem szatana) następnego dnia Terkowski zostaje wysłany z kraju jako przedstawiciel polskiego rządu do Pekinu i przestaje stanowić zagrożenie.
Po unieważnieniu małżeństwa Kunickich, Dyzma i Nina zaręczają się. Kasia Kunicka wraca ze Szwajcarii i bezskutecznie próbuje przekonać Ninę, by ta nie wychodziła za Dyzmę i by ponownie się z nią związała. Nina reaguje przerażeniem, zaś oburzony Dyzma zabrania Kasi utrzymywać z nimi kontakty. Dyzmie ciągle narzuca się Mańka, ten jednak ją odtrąca. Dziewczyna aby się na nim zemścić zgłasza się na policję z donosem, że Nikodem Dyzma szykuje podkop pod Państwowy Bank Zbożowy. Policjanci nie dają wiary jej zeznaniom i powiadamiają Dyzmę o tym incydencie. Mańka nie chce zmienić zeznań, wskutek czego zostaje pobita przez funkcjonariuszy.
Minister skarbu, w związku z trudną sytuacją finansów publicznych, proponuje sprzedaż zmagazynowanego zboża za granicę – pomimo tego, że jego cena na rynku jest wyjątkowo niska. Zdając sobie sprawę, że eksport polskiego zboża w tej sytuacji przyniesie straty, Krzepicki przekonuje Dyzmę, by nie popierał tego planu. Wniosek ministra skarbu, mimo sprzeciwu Dyzmy, przechodzi w głosowaniu podczas posiedzenia komitetu ekonomicznego Rady Ministrów. W tej sytuacji, za radą Krzepickiego, Dyzma podaje się do dymisji, co zostaje zinterpretowane jako znak protestu wobec działań rządu rujnujących jego bank. Wkrótce po jego odejściu Państwowy Bank Zbożowy upada.
Nikodem i Nina biorą huczny ślub. Uczta weselna na 240 osób zostaje zorganizowana w hotelu Europejskim. Przedtem jednak Dyzma ostatecznie składa rezygnację z funkcji Wielkiego Trzynastego i na swego następcę proponuje pułkownika Waredę. Wraz z żoną osiada na stałe w Koborowie. Zabiera też ze sobą Krzepickiego, którego mianuje administratorem majątku. Następnie składa wizytę Żorżowi, który jest wściekły, że jego siostra, hrabianka Ponimirska, wyszła za mąż za chama. Chce wydać Dyzmę, ten jednak oświadcza mu, że jeśli spróbuje to zrobić, wyśle go do Tworek.
Dyzmowie urządzają w Koborowie uroczyste, kilkudniowe dożynki, na które zapraszają swych krewnych i przyjaciół z Warszawy. Goście wysłuchują białoruskiej pieśni śpiewanej przez chłopów i z wyższością przyglądają się ich typom genetycznym. Gdy goście wracają do pałacu, Dyzma wdaje się w tańce z chłopkami. Tańczy z wiejską dziewczyną, przodownicą, którą następnie wykorzystuje na oczach jej narzeczonego.

Kolejnego dnia dożynek w czasie przyjęcia zjawia się doktor Litwinek, dyrektor gabinetu prezydenta. Ogłasza, że premier wraz z rządem podał się do dymisji, zaś prezydent liczy na to, że nowym premierem zostanie Dyzma. Ten waha się i prosi o radę Ninę i Krzepickiego. Oboje radzą mu przyjąć propozycję. Krzepicki liczy, że kiedy Dyzma zostanie premierem, jego przyjaciele z Oksfordu pomogą mu w uzyskaniu pożyczki dla Polski. Nikodem, przerażony wizją nieuchronnego blamażu za granicą w związku z nieznajomością języka angielskiego, odmawia. Jego decyzja wprawia w zdumienie zgromadzonych. Obecny na sali Żorż zaczyna się śmiać, oświadczając, że Dyzma to oszust i cham, a oni wprowadzili go na szczyt drabiny społecznej. Doktor Litwinek i politycy są skonsternowani, ale hrabina Przełęska uspokaja ich, że Żorż jest niespełna rozumu. Nikt nie bierze jego słów na poważnie.

## Odbiór
Postać Dyzmy została przedstawiona w powieści w sposób tak wyrazisty, że z czasem nazwisko to stało się symbolem człowieka nieokrzesanego i pozbawionego kwalifikacji, ale jednocześnie sprytnego oszusta i karierowicza. Określenie to stało się znane już w latach 30., było też często stosowane w publicystyce w III RP.

## Kontynuacje i nawiązania
Powstało szereg kontynuacji powieści oraz jeden prequel:
- Andrzej Makowiecki (pod pseudonimem Andrzej Dołęga-Łada): Syn Nikodema Dyzmy (1993) oraz Krucjata Nikodema Dyzmy (1993) – fabuła osadzona w czasach powojennych. Nie ukazała się zapowiadana na okładce drugiego tomu kolejna część pt. Zemsta Nikodema Dyzmy[21][22].
- Tadeusz Zubiński: Nikodem Dyzma w Łyskowie (2003) – prequel powieści Dołęgi-Mostowicza, fabuła opowiada losy Dyzmy w Łyskowie w latach 20., zanim trafił do Warszawy[23].
- Kazimierz Dymek: Hauptmann Hirsch, czyli dalsze losy Nikodema Dyzmy (2012), Rotmistrz Ostrowski, czyli część druga dalszych losów Nikodema Dyzmy (2013) oraz Major von Kurtitz, czyli część trzecia dalszych losów Nikodema Dyzmy (2014) – fabuła rozgrywa się tuż przed wybuchem II wojny światowej i w czasie jej trwania[24][25].
- Lesław Furmaga: Upadek Nikodema Dyzmy (2013) – akcja powieści rozgrywa się tuż przed wybuchem wojny w 1939 roku, gdy sam Nikodem Dyzma jest prezydentem Polski[26].
- Marcin Wolski: Prezydent von Dyzma (2013) – fabuła toczy się w czasie II wojny światowej. W kontynuacji postaci literackie przeplatają się z historycznymi, a intryga nawiązuje do koncepcji Piotra Zychowicza o możliwej wspólnej wyprawie niemiecko-polskiej przeciw ZSRR[20][27].
- Artur Wolski: Trzecie Życie Nikodema Dyzmy (2020) – akcja kontynuacji dzieje się w drugiej połowie lat 30. głównie w Piotrkowie Trybunalskim i okolicach (powieść ukazała się w formie książkowej i audiobooka)[28][29].

## Adaptacje

### Filmowe i telewizyjne

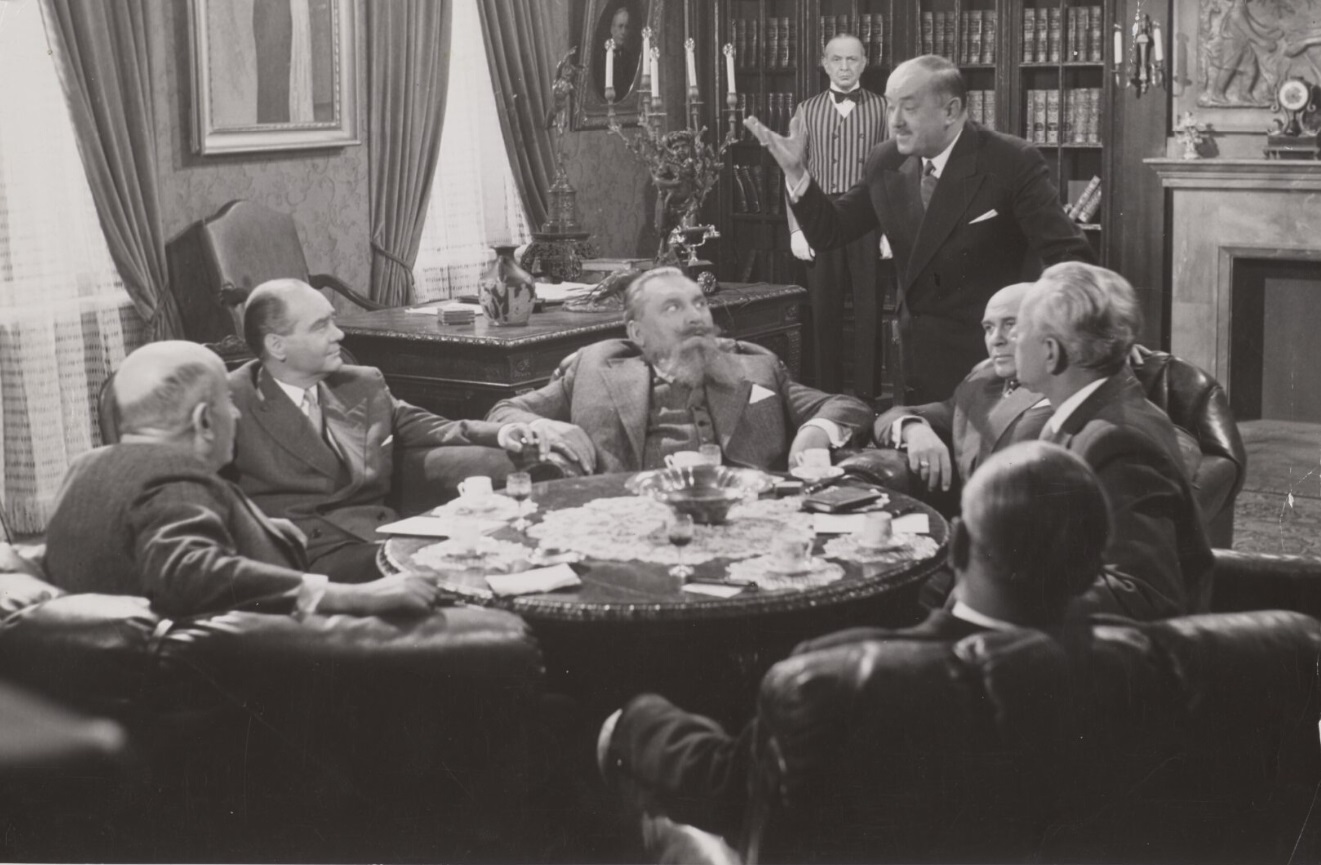
Scena z ekranizacji z 1956 roku. Na zdjęciu m.in. Zygmunt Chmielewski oraz Kazimierz Fabisiak

Przeniesienie powieści na duży ekran planowano już w latach 30. Wiosną 1938 roku autor podpisał kontrakt do ekranizacji z Eugeniuszem Bodo, który rozpoczął przygotowania do realizacji – jako producent, reżyser i odtwórca roli głównej. Latem rozpoczęto pierwsze zdjęcia do filmu. Jednak wskutek nacisków politycznych zrezygnowano wówczas z produkcji. Bodo filmu nie ukończył, w czasie wojny zmarł w radzieckim łagrze.
Pierwsza ekranizacja mogła ukazać się dopiero w okresie październikowej odwilży. W 1956 roku powstał film Nikodem Dyzma z Adolfem Dymszą, gwiazdą kina przedwojennego (premiera 25.10.1956). Film został przyjęty entuzjastycznie przez widzów i okazał się dużym sukcesem frekwencyjnym (dostrzegano w nim wyraz nostalgii za II RP), jednak krytycy zarzucali mu groteskowość, a władze komunistyczne szybko skazały go na zapomnienie.
Do pomysłu wrócono pod koniec lat 70., gdy po sprowadzeniu szczątków pisarza do Polski (w 1978 roku) oraz na fali ówczesnej mody na retro, miał miejsce renesans twórczości Tadeusza Dołęgi-Mostowicza. Jako pierwsze ukazały się seriale radiowe: Doktor Murek (1978) z Romanem Wilhelmim i Grażyną Barszczewską oraz Kariera Nikodema Dyzmy (1979) z Marianem Kociniakiem. Popularność seriali radiowych skłoniła władze telewizji do stworzenia ich telewizyjnych wersji. Jako pierwszy powstał w 1979 telewizyjny serial Doktor Murek z Jerzym Zelnikiem, a rok później serial Kariera Nikodema Dyzmy z Romanem Wilhelmim, który wcześniej zyskał popularność jako odtwórca głównej roli w radiowej wersji Doktora Murka. Telewizyjny serial zyskał duże uznanie widzów oraz krytyków i był wielokrotnie emitowany w telewizji.
Obie adaptacje filmowe powieści, z 1956 i z 1980, wyreżyserowane zostały przez Jana Rybkowskiego.
- 1956 – Nikodem Dyzma, film w reżyserii Jana Rybkowskiego z Adolfem Dymszą[32]
- 1980 – Kariera Nikodema Dyzmy, serial telewizyjny w reżyserii Jana Rybkowskiego z Romanem Wilhelmim[33]

Pod koniec XX wieku twórcy serialu z 1980 postanowili nakręcić kontynuację – serial i film o losach współczesnego Dyzmy. We wrześniu 1999 roku rozpoczęły się przygotowania do produkcji, o których poinformowano w prasie. 13-odcinkowy serial telewizyjny i równocześnie film kinowy miały nosić tytuł Kariera Sebastiana Dyzmy. Scenariusz napisał Witold Orzechowski, współtwórca serialu z 1980 roku, który był również reżyserem i producentem. W tytułowej roli Sebastiana Dyzmy, czyli wnuka Nikodema Dyzmy, miał wystąpić Wojciech Malajkat. W głównych rolach wystąpić mieli również Paweł Deląg, Szymon Bobrowski, Paweł Wilczak i Robert Gonera, a w pozostałych m.in. Jerzy Bończak i Grażyna Barszczewska (aktorzy z serialu z 1980) oraz Agnieszka Warchulska, Agnieszka Sitek i Katarzyna Groniec. Zdjęcia do serialu miały rozpocząć się wiosną 2002 roku. Jednak projekt zarzucono po dwuletnich przygotowaniach ze względu na rozpoczęcie w połowie 2001 przez Jacka Bromskiego realizacji filmu Kariera Nikosia Dyzmy. Producentem filmu Bromskiego był Michał Balcerzak, który we wrześniu 1999 zgłosił się do Orzechowskiego z propozycją współpracy (którą zarzucono) i otrzymał wówczas od niego treatment scenariusza nowego serialu. Twórcy Kariery Sebastiana Dyzmy wystąpili na drogę sądową przeciwko twórcom filmu Bromskiego oskarżając ich o świadomą kradzież pomysłu i naruszenie praw autorskich.
Film z 2002 roku Jacka Bromskiego jest luźną adaptacją powieści Dołęgi-Mostowicza. Główną rolę zagrał Cezary Pazura. Imię głównego bohatera filmu, Nikoś, nawiązuje do pseudonimu gangstera Nikodema Skotarczaka, uważanego w latach 90. za szefa mafii trójmiejskiej, zastrzelonego w 1998 roku („Nikoś” Skotarczak związany był również ze światem filmowym, miał epizodyczną rolę w filmie Sztos). Film Bromskiego zawiera również wiele aluzji do sytuacji politycznej w III RP oraz epatuje nagością, wulgaryzmami i scenami pijaństwa.
- 2002 – Kariera Nikosia Dyzmy, film w reżyserii Jacka Bromskiego z Cezarym Pazurą[40]

### Radiowe
- 1979 – Kariera Nikodema Dyzmy, 10-odcinkowy serial radiowy w reżyserii Juliusza Owidzkiego, z Marianem Kociniakiem w roli głównej[41]

### Teatralne
- Kariera Stanisława Powołockiego, Teatr 7.15 Łódź, reż. Feliks Żukowski, 1960 – Feliks Żukowski
- Kariera Nikodema Dyzmy, Teatr Polski w Bydgoszczy, reż. Remigiusz Caban, 1995 – Waldemar Czyszak
- Kariera Nikodema Dyzmy, Teatr im. Stefana Żeromskiego w Kielcach, reż. Piotr Sieklucki, 2010 – Paweł Sanakiewicz
- Kariera Nikodema Dyzmy, Teatr im. Stefana Jaracza w Olsztynie, reż. Michał Kotański, 2013 – Grzegorz Gromek
- Kariera Nikodema Dyzmy, Teatr Syrena w Warszawie, reż. Wojciech Kościelniak, 2014 – Przemysław Bluszcz

### Musicale
W 2002 powstał musical pt. Dyzma musical, z muzyką Władysława Korcza i ze słowami piosenek Wojciecha Młynarskiego, na podstawie scenariusza Henryki Królikowskiej i Wojciecha Młynarskiego.
- Dyzma musical, Teatr Rozrywki w Chorzowie, reż. Laco Adamík, 2002 – Jacenty Jędrusik
- Dyzma musical, Teatr Miejski im. Witolda Gombrowicza w Gdyni, reż. Jan Szurmiej, 2007 – Andrzej Chudy

W 2017 musical pt. Dyzma raz jeszcze w reżyserii Katarzyny Sasal został wystawiony przez Teatr Poszukiwań w Radomiu. 

## Piosenki
W 1933 roku przebojem stała się piosenka „Nikodem” z melodią Henryka Warsa i słowami Ludwika Starskiego, która pochodziła z przedstawienia „Rewia Warszawy” wystawianego w teatrze Morskie Oko”. Piosenka ma melodię fokstrota, który był wówczas modnym tańcem. Utwór wykonywali min. Tadeusz Faliszewski, Adam Aston, Duet Corda, Ludwik Sempoliński i inni. Powstała też wersja piosenki w jidisz pt. „Der dałes”. W 2016 roku swoją wersję piosenki „Nikodem” nagrała Warszawska Orkiestra Sentymentalna, a w 2017 roku Jazz Band Młynarski-Masecki.
Inne:
- 1990 – „Kariera Nikodema Dyzmy”, piosenka Jacka Kaczmarskiego[49]
- 2002 – Kariera Nikosia Dyzmy, album Elektrycznych Gitar z piosenką „Doktor Dyzma” Kuby Sienkiewicza